# المهرجون الصغار
المهرجون الصغار مسلسل رسوم متحركة أمريكي عرض لأول مره في 26 سبتمبر 1987 واستمر عرضه حتى 16 يوليو 1988. تمت دبلجة المسلسل للغة العربية بواسطة مركز الزهرة وعرض على قناة سبيس تون.

## الشخصيات
- سراج (بالإنجليزية: Big Top)‏

مؤدي الصوت: داني كوكسي
- كنان (بالإنجليزية: Badum-Bump)‏

مؤدي الصوت: فرانك ويلكر
- غيداء (بالإنجليزية: Hiccup)‏

مؤدي الصوت: سو بلو
- سعد (بالإنجليزية: Tickles)‏

مؤدي الصوت: إلين جيرستيل
- غيث (بالإنجليزية: Pranky)‏

مؤدي الصوت: تشارلي أدلر
- نديم (بالإنجليزية: Blooper)‏

مؤدي الصوت: جوش رودين
- الشرير (بالإنجليزية: Awful B. Bad)‏

مؤدي الصوت: بات فرالي، تشارلي أدلر (في بعض الحلقات)

## الدبلجة العربية
| الممثلون: - فاطمة سعد - آمنة عمر - عادل أبو حسون - مجد ظاظا - حنان شقير - نضال حمادي - الشرير - رغدة الخطيب - غاي - جهينة نعيم - منصور مقدار | - الإعداد: صفاء اليوسف - المراجعة: د.شفيق بيطار، عماد عكر - التدقيق اللغوي: رمضان أيوب - الترجمة: علي نيصافي - الصوت والمكساج: منار ايمن السمكري - المونتاج: سامر أبو حمد - التترات: رافع فتحي عطايا - الشارة والأغاني: رشا رزق - تسجيل الشارة والأغاني: سامر أبو عسلي - المتابعة المالية: محمد حسان مهنا، عبد القادر نبهان - إدارة الإنتاج: رضوان حجازي - م.مخرج: ليلى منضور - إنتاج وتوزيع: YOUNG FUTURE ENTERTAINMENT (ماهر الحاج ويس) - تنفيذ الدوبلاج: مركز الزهرة - الإشراف الفني: لؤي إسماعيل (مدرجة باسم لؤي اسماعيل) |

## روابط خارجية
- المهرجون الصغار على موقع IMDb (الإنجليزية)